# William Branch Giles
William Branch Giles (Amelia megye, 1762. augusztus 12. – Amelia megye, 1830. december 4.) az Amerikai Egyesült Államok szenátora (Virginia, 1804–1815).